# Ryczołek
Ryczołek – wieś sołecka w Polsce położona w województwie mazowieckim, w powiecie mińskim, w gminie Kałuszyn.
W latach 1975–1998 miejscowość administracyjnie należała do województwa siedleckiego.
Wierni Kościoła rzymskokatolickiego należą do parafii Wniebowzięcia Najświętszej Maryi Panny w Kałuszynie.

## Transport
W miejscowości krzyżują się drogi:
- A2E30  Autostrada A2 (E30): autostradowa obwodnica Mińska Mazowieckiego
- 2E30  Droga krajowa nr 2 (E30): granica państwa – Świecko – Poznań – Warszawa – Terespol – granica państwa
- 92 Droga krajowa nr 92: Choszczówka Stojecka – Mińsk Mazowiecki – Ryczołek